# Hypolycaena plana
Hypolycaena plana är en fjärilsart som beskrevs av Talbot 1935. Hypolycaena plana ingår i släktet Hypolycaena och familjen juvelvingar. Inga underarter finns listade i Catalogue of Life.